# Gannicus
Gannicus sau Cannicus (n. ?, Galia - d. 71 î.Hr., Lucania) a fost un gladiator gal care a fugit de la școala de gladiatori a lui Lentulus Batiatus din Capua. Împreună cu tracul Spartacus și galii Crixus, Oinomaus și Castus, el a devenit unul din conducătorii rebelilor din timpul celei de-a Treia răscoale a sclavilor (73-71 Î.Hr.). Gannicus, împreună cu Castus și adepții lor gali și germanici, a fost ucis de către forțele romane conduse de Marcus Licinius Crassus în Bătălia de la Cantenna, în Lucania, în anul 71 Î.Hr.

## În cultura populară
Gannicus este interpretat de Dustin Clare în serialul de televiziune Spartacus produs de canalul Starz.